# Lore Berger
Lore Berger (Bazel, 17 december 1921 - aldaar, 14 augustus 1943) was een Zwitserse schrijfster.

## Biografie

### Afkomst en opleiding
Lore Berger was een dochter van Louis Berger en Margrit Wirz. Van 1932 tot 1939 liep ze school aan het meisjesgymnasium van Bazel. In 1939 nam ze deel aan het toelatingsexamen aan de Universiteit van Bazel.

### Carrière
Berger publiceerde diverse artikelen in een studentenkrant en van 1940 tot 1941 in de Basler Nachrichten. Ze werkte ook regelmatig voor het tijdschrift Schweizer Hausfrau. In 1941 trad ze toe tot de Militärischer Frauendienst. In die periode schreef ze ook haar enige roman, Der barmherzige Hügel, dat gaat over de wanhoop van de jonge generatie tijdens de oorlog. Het manuscript werd als publicatiewaardig beschouwd, maar Berger overleed vooraleer het boek werd uitgebracht.

## Werken
- (de)  Der barmherzige Hügel, 1944.